# Świątynia pierwotnego zła
Świątynia pierwotnego zła (ang. The Temple of Elemental Evil) – komputerowa gra fabularna produkcji studia Troika Games. Jest to odtworzenie modułu Dungeons & Dragons o tym samym tytule korzystając z zasad wersji 3.5. Gra została wydana przez Atari 16 września 2003 roku.
Świątynia pierwotnego zła jest pierwszą grą komputerową opartą na Dungeons & Dragons, której akcja dzieje się w świecie Greyhawk.
Jest to jedyna gra komputerowa oparta na mechanice D&D 3.5 w której występuje walka turowa. Pozwala to na praktycznie dokładne przeniesienie zasad gry na ekran komputera. 
Gra została generalnie pozytywnie oceniona przez recenzentów.